# Ghillie suit
Pour les articles homonymes, voir Ghillie.

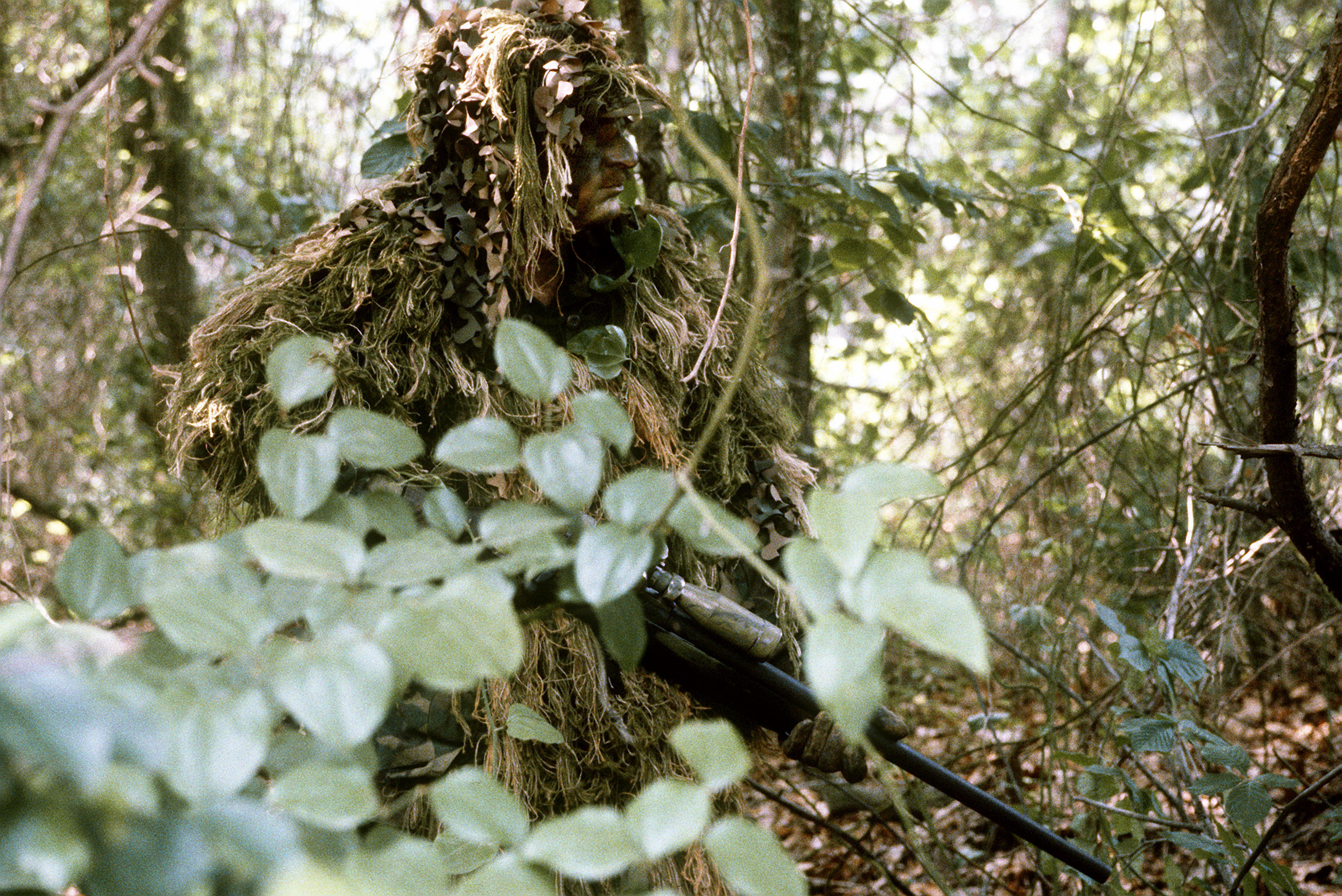
Un sniper des marines portant une tenue ghillie.

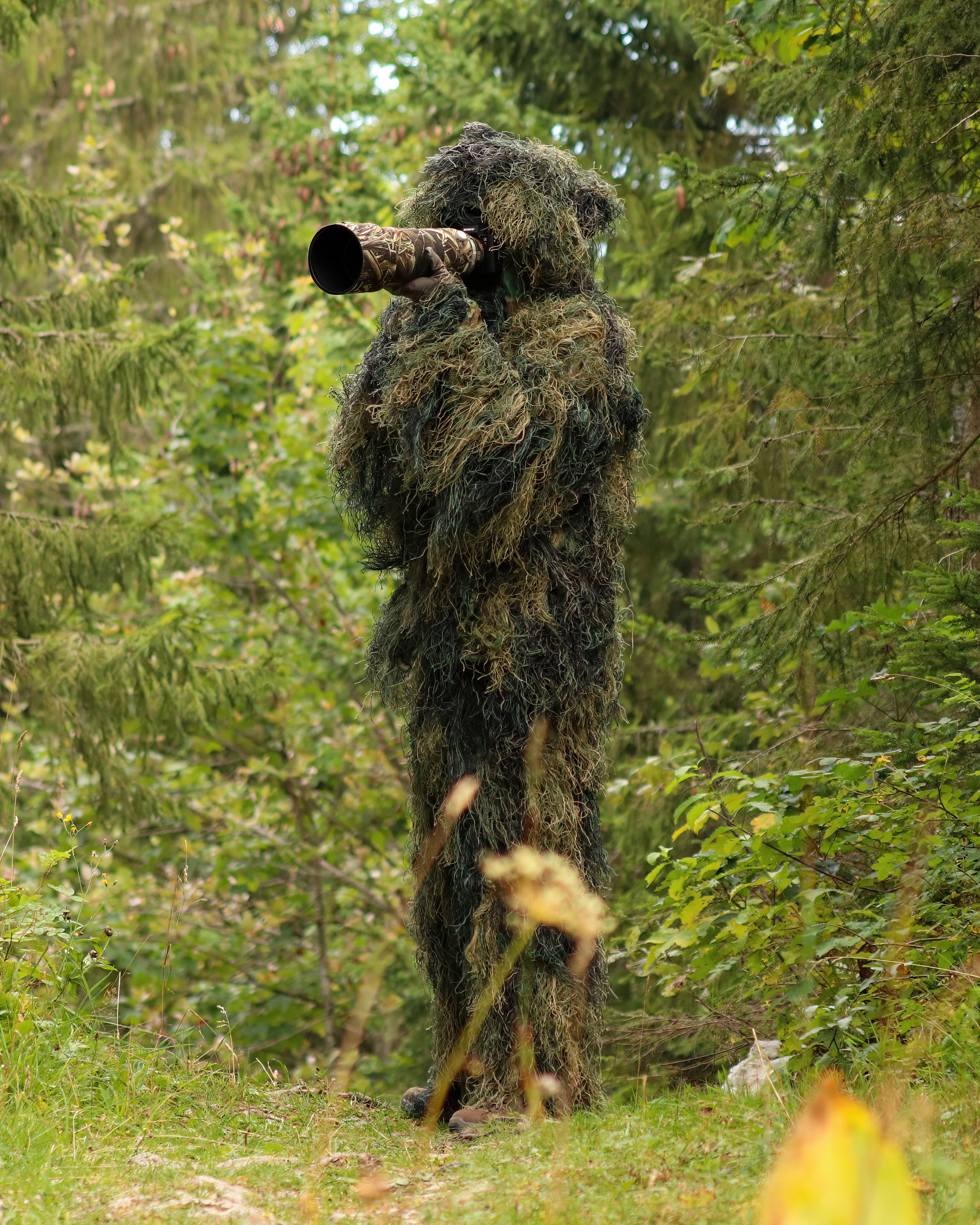
Un photographe animalier portant une tenue ghillie.

Une tenue ghillie (garde-chasse en écossais) est un camouflage utilisé par les tireurs d'élite, les chasseurs et les photographes animaliers afin de se dissimuler et se fondre dans leur environnement immédiat.

## Concept
Une ghillie est un vêtement de camouflage utilisé dans le but de dissimuler l'utilisateur en brouillant la silhouette humaine, et en reproduisant les couleurs et les textures du terrain environnant.

## Méthode de confection
Une ghillie suit est généralement constituée d'une base, souvent un treillis, sur laquelle on fixe de la « garniture » au moyen d'un filet.
Les différentes ghillies peuvent ainsi être composées de beaucoup de matériaux différents : 
- La plus classique est la toile de jute en fibre ou en bande utilisée depuis des décennies jusqu'à aujourd'hui. Cette matière tend cependant à être de plus en plus délaissée dans les armées modernes à cause de son poids et de son caractère hydrophile.

- Le raphia est parfois utilisé pour reproduire les brins d'herbes sèches ou les jeunes pousses.

- Les matériaux synthétiques sont de plus en plus utilisés grâce aux évolutions en matière de légèreté et de réalisme, leurs atouts résident ainsi dans leur légèreté permettant de faire passer le poids d'une ghillie complète de 8 kg (pour les versions en jute) à seulement 2 kg, avantage indéniable pour l'opérateur devant la porter pendant plusieurs jours. Ces matériaux permettent également un camouflage dans le spectre infrarouge, ce qui rend possible la dissimulation en cas d'utilisation, par l'adversaire, de jumelles de vision nocturne. Ces avantages font qu'il est désormais courant de voir des soldats ainsi vêtus.

Quel que soit le matériau utilisé, les soldats homogénéisent toujours les teintes de la ghillie en la salissant volontairement, ce procédé permet également de supprimer les reflets (voir FOMECBLOT).

## Historique
La ghillie suit a été inventée par les garde-chasse écossais qui cherchaient à attraper les braconniers.
Le terme Ghillie vient de la langue gaélique écossaise (Scottish Gaellic), et désigne de petits êtres comparables aux lutins, ayant la faculté de se changer en feuille ou en plante pour se cacher, connus en anglais sous le nom de brownies.

## Photos en action

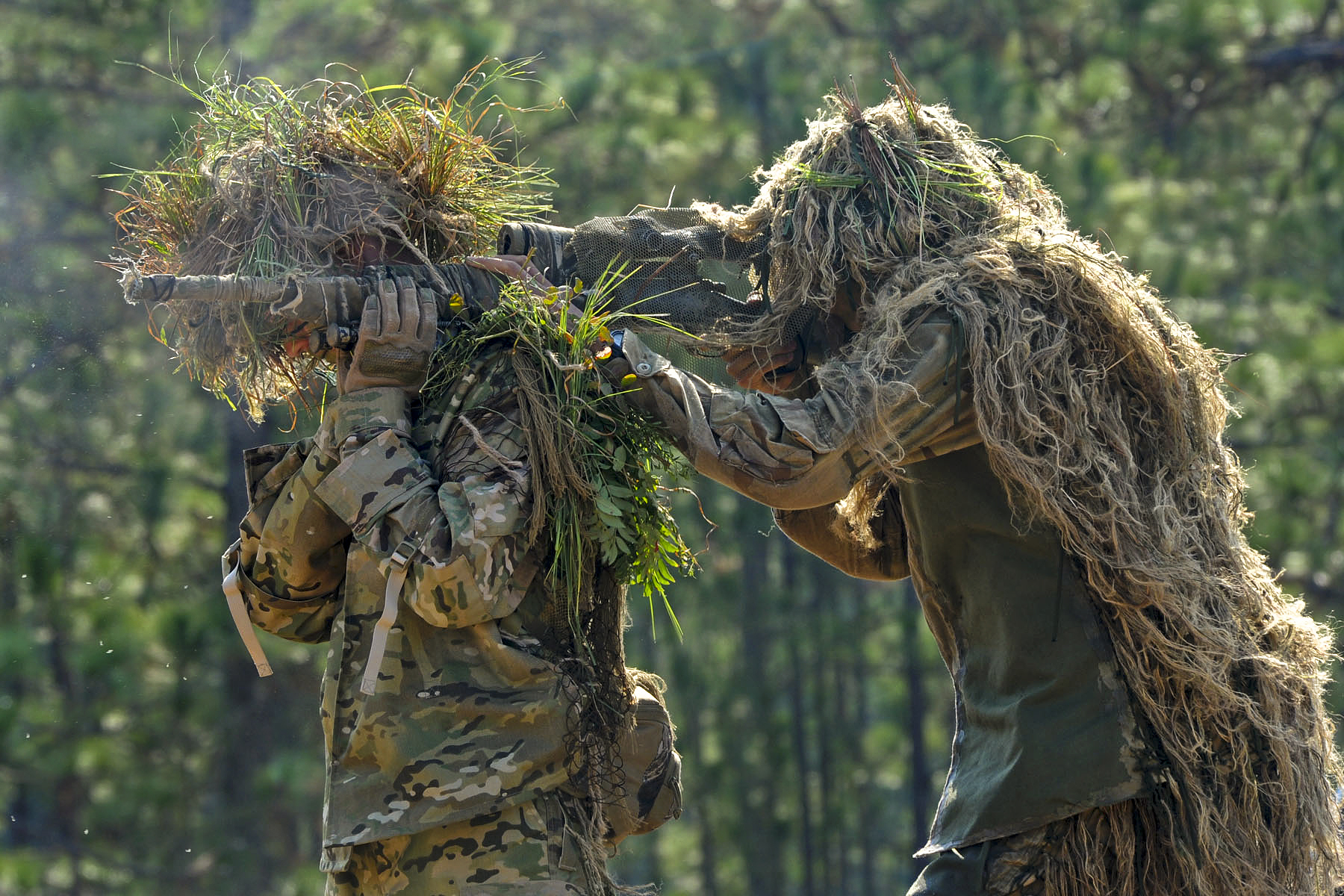
Duo de tireurs d’élite de l’armée des États-Unis sur la base de Fort Bennings en Géorgie (États-Unis) en 2010.
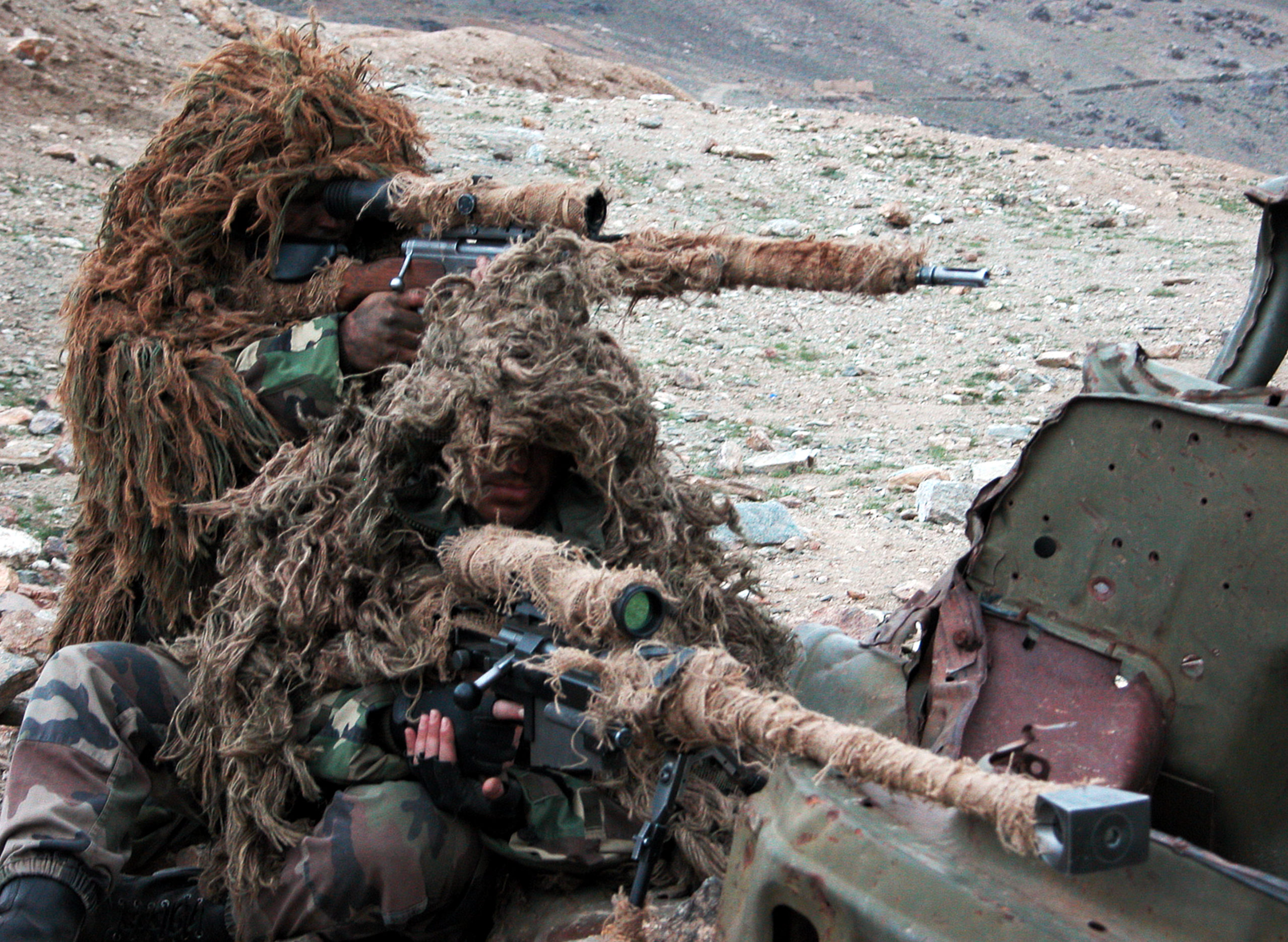
Hommes du 2e REI en Afghanistan.
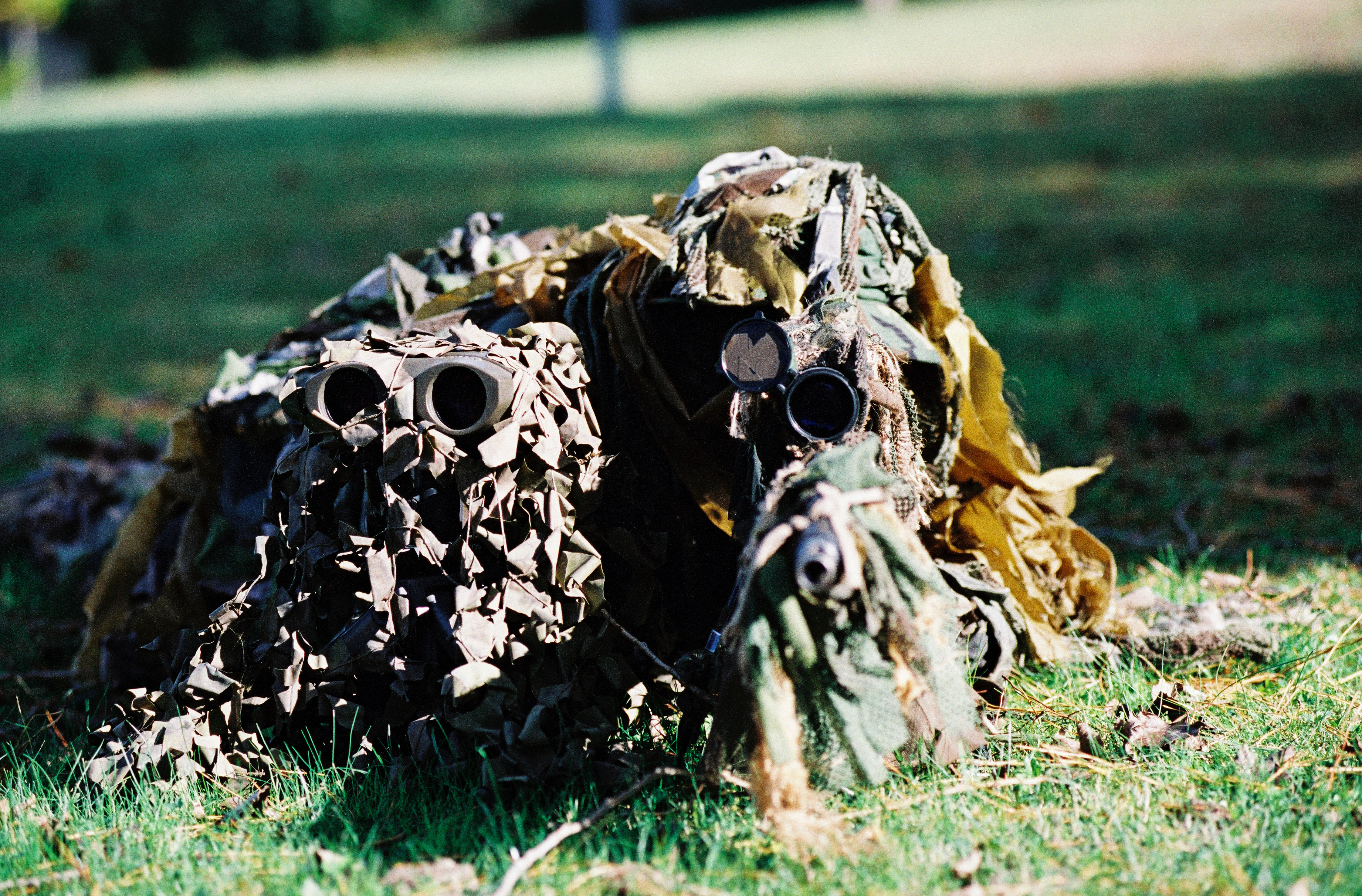
Homme du commando Jaubert.
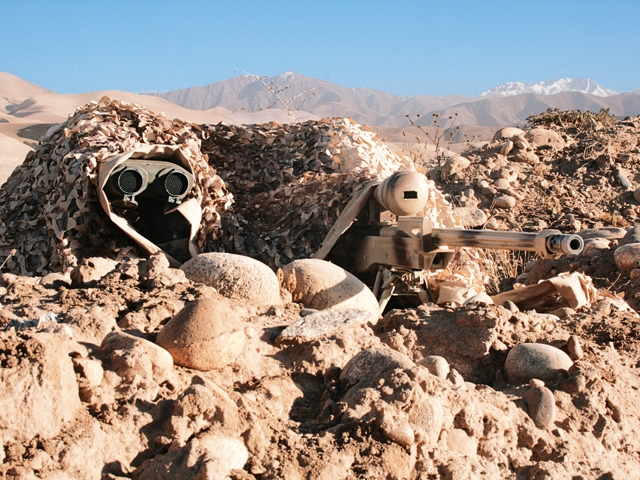
Duo de snipers/observateurs allemands en Afghanistan.
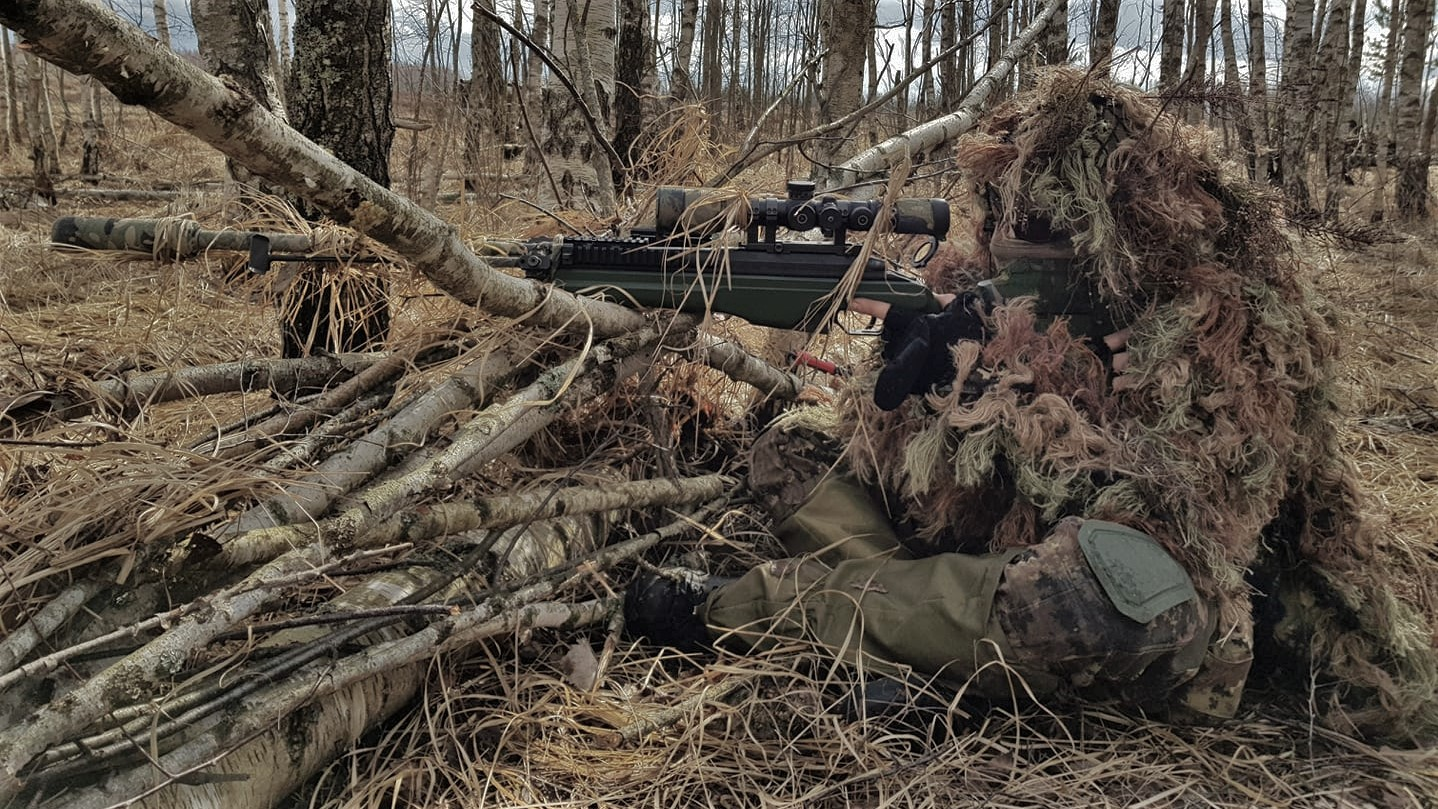
Tireur d'élite italien  du corps des chasseurs alpins lors d'un exercice OTAN.
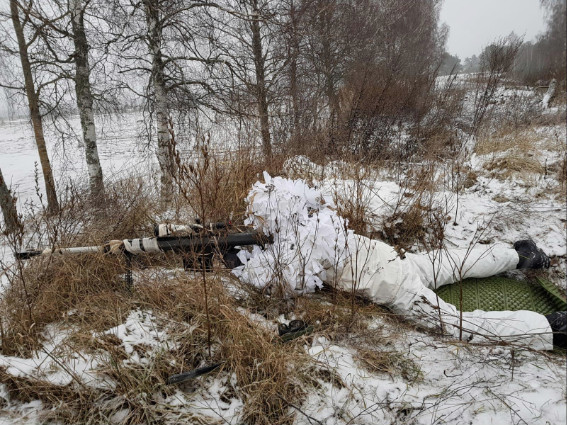
Tireur d'élite italien  du corps des chasseurs alpins lors d'un exercice OTAN, en camouflage hivernal.

## Culture populaire
Le Ghillie Suit apparaît dans plusieurs films, séries et jeux vidéo parmi lesquels notamment :
- Call of Duty 4: Modern Warfare
- Sniper: Ghost Warrior 2
- NCIS : Enquêtes spéciales (saison 7, épisode 1)
- Playerunknown's Battlegrounds (2017)
- Ark: Survival Evolved
- Arma 3
- Command & Conquer: Generals